# Selina Follas
Selina Follas (født 21. juli 1976 i Adelaide) er en australsk softballspiller som deltog i de olympiske lege i 2000 i Sydney.
Follas vandt en olympisk bronzemedalje i softball ved sommer-OL 2000 i Sydney. Hun var med på det australske hold som kom på tredje pladsen i softballturneringen bagved USA og Japan.

## OL-medaljer
- 2000  Australien Sydney – Bronze i softball  Australien Australien